# IC 3016
IC 3016 ist eine Balken-Spiralgalaxie vom Hubble-Typ SBc im Sternbild Jungfrau auf der Ekliptik. Sie ist schätzungsweise 841 Millionen Lichtjahre von der Milchstraße entfernt. Unter der Katalognummer VCC 7 wird sie als Mitglied des Virgo-Galaxienhaufens gelistet, ist dafür jedoch zu weit entfernt.

Das Objekt wurde am 7. Mai 1904 von dem US-amerikanischen Astronomen Royal Harwood Frost entdeckt.